# 69
Cette page concerne l'année 69  du calendrier julien. Pour l'année 69 av. J.-C., voir 69 av. J.-C. Pour le nombre 69, voir 69 (nombre). Pour les autres significations, voir 69 (homonymie).
L'année 69 est une année commune qui commence un dimanche. Elle est parfois désignée comme "l'année des quatre empereurs", car quatre empereurs romains se sont succédé cette année.

## Événements
- 2 janvier : révolte des légions de Germanie inférieure, qui refusent de prêter serment à Galba. Elles proclament empereur leur général, Vitellius[1].
- 10 janvier : pour assurer sa succession, Galba adopte Lucius Pison[1].
- 15 janvier : Galba et Lucius Pison sont massacrés au Forum par les prétoriens, frustrés des libéralités d’usage, dirigés par Othon, ancien gouverneur de Lusitanie. Othon est proclamé empereur.

- Mars : 
  - Crue du Tibre[1].
  - 9000 cavaliers roxolans entrent en Mésie ; ils sont mis en pièces par le légat Marcus Aponius Saturninus[1].
- 14 mars : Othon sort de Rome pour combattre Vitellius pendant que Caecina et Valens, lieutenants du dernier, passent les Alpes[1].

- 14 avril : Othon, écrasé à Bedriac, près de Crémone, dans la plaine du Pô par les troupes de Vitellius se donne la mort deux jours plus tard[1].
- 19 avril : le Sénat romain entérine la nomination de Vitellius comme empereur ; celui-ci part pour Rome par Lyon, Vienne, Crémone. Il y est en juillet[1].

- Avril - mai :
  - Simon Bargiora devient maître de Jérusalem, et combat Jean de Guischala et Eléazar ben Ananias qui occupent notamment le Temple. Les trois factions mettent la ville à feu et à sang[2].
  - le Boïen Mariccus (Maric), appelé par Tacite « libérateur des Gaules » (adsertor Galliarum) qui a essayé de soulever les Éduens à la tête de huit mille hommes, est mis à mort dans l’arène à Lyon en présence de Vitellius. Livré aux bêtes féroces qui refusent de l'attaquer, l'empereur le fait égorger[3],[4].

- 5 juin : Vespasien reprend la campagne contre les Juifs[1].

- 1er juillet : Titus Flavius Vespasianus est proclamé empereur à Alexandrie par les légions de Tibère Alexandre alors qu’il dirige la guerre de Judée. Les troupes de Judée l’acclament le 3[1].
- 15 juillet : Mucien, légat de Syrie, rallie Vespasien[1].
- 18 juillet : Vitellius devient Grand pontife, un jour réputé néfaste (bataille de l'Allia), sans doute pour se concilier les Gaulois qui l'ont soutenu[5].

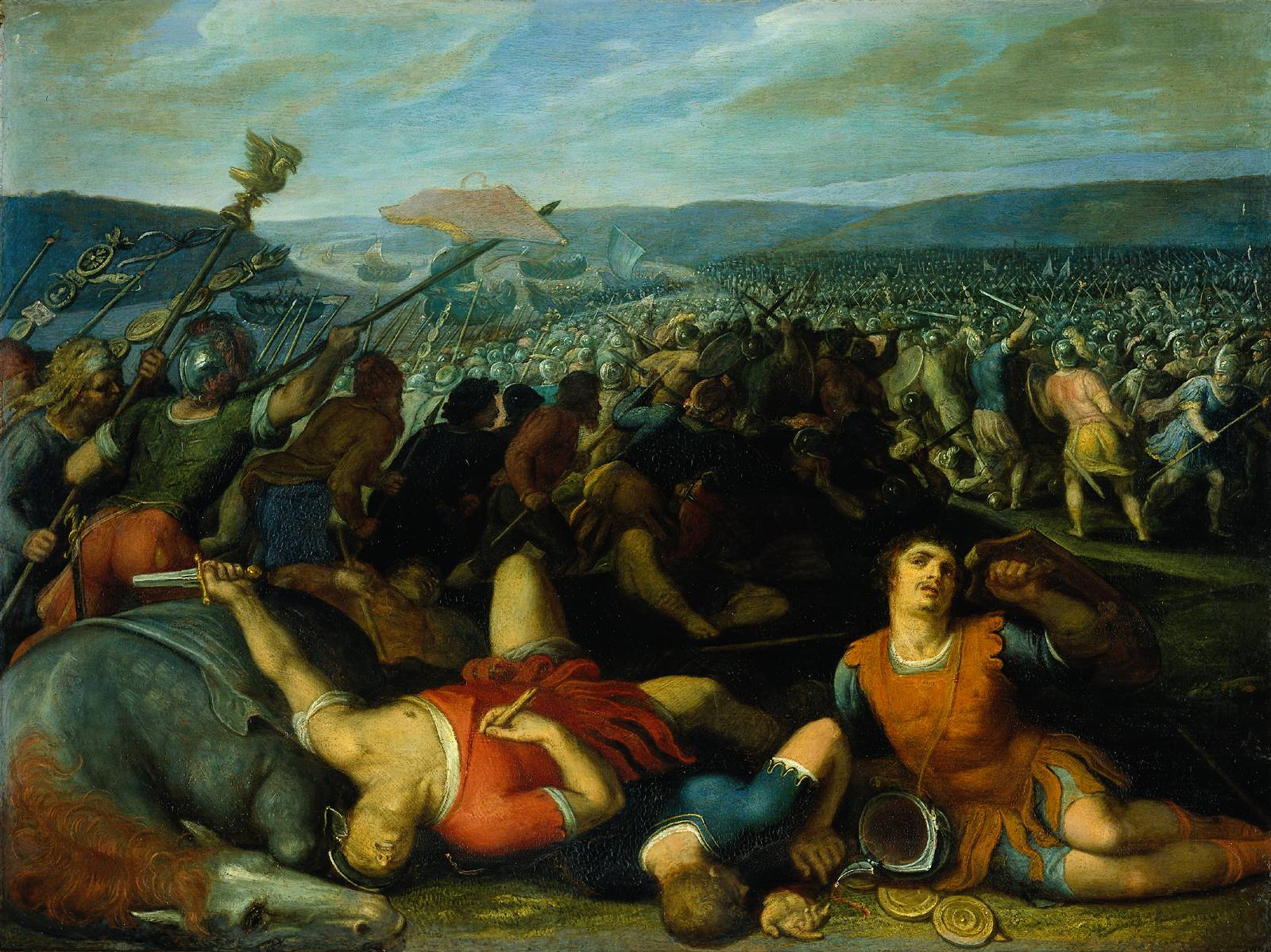
Septembre : Victoire des Bataves de Civilis sur les romains sur le Rhin. Otto van Veen, 1613

- Août : les gouverneurs de Pannonie, de Mésie et de Dalmatie se rallient à Vespasien. Marcus Antonius Primus rassemblement les troupes d'Illyrie à Ptuj sur la Drave et marche sur l'Italie par Aquilée, Padoue, Vérone[1].

- Début septembre[6], Germanie inférieure : l'attaque de plusieurs forts romains par les Canninéfates contraint les Romains à se retirer vers Nimègue ; ils sont battus sur le Rhin, probablement près d'Arnhem, par le chef batave Julius Civilis, commandant de troupes auxiliaires, qui prend la direction de la révolte des Germains contre la levée de troupes pour Vitellius (69-70)[7].

- 6-8 octobre : échec de deux légions romaines dans l'île batave contre Civilis ; elle se retirent au camp de Vetera, où Civilis, se déclarant dans un premier temps pour Vespasien, les assiège. Il reçoit le renfort de huit cohortes auxiliaires bataves de la légion XIV Gemina, qui devaient être envoyées en Italie. Elles désertent et rebroussent chemin, battant au passage les recrues romaines inexpérimentées d'Hérennius Gallus à Bonn[8].

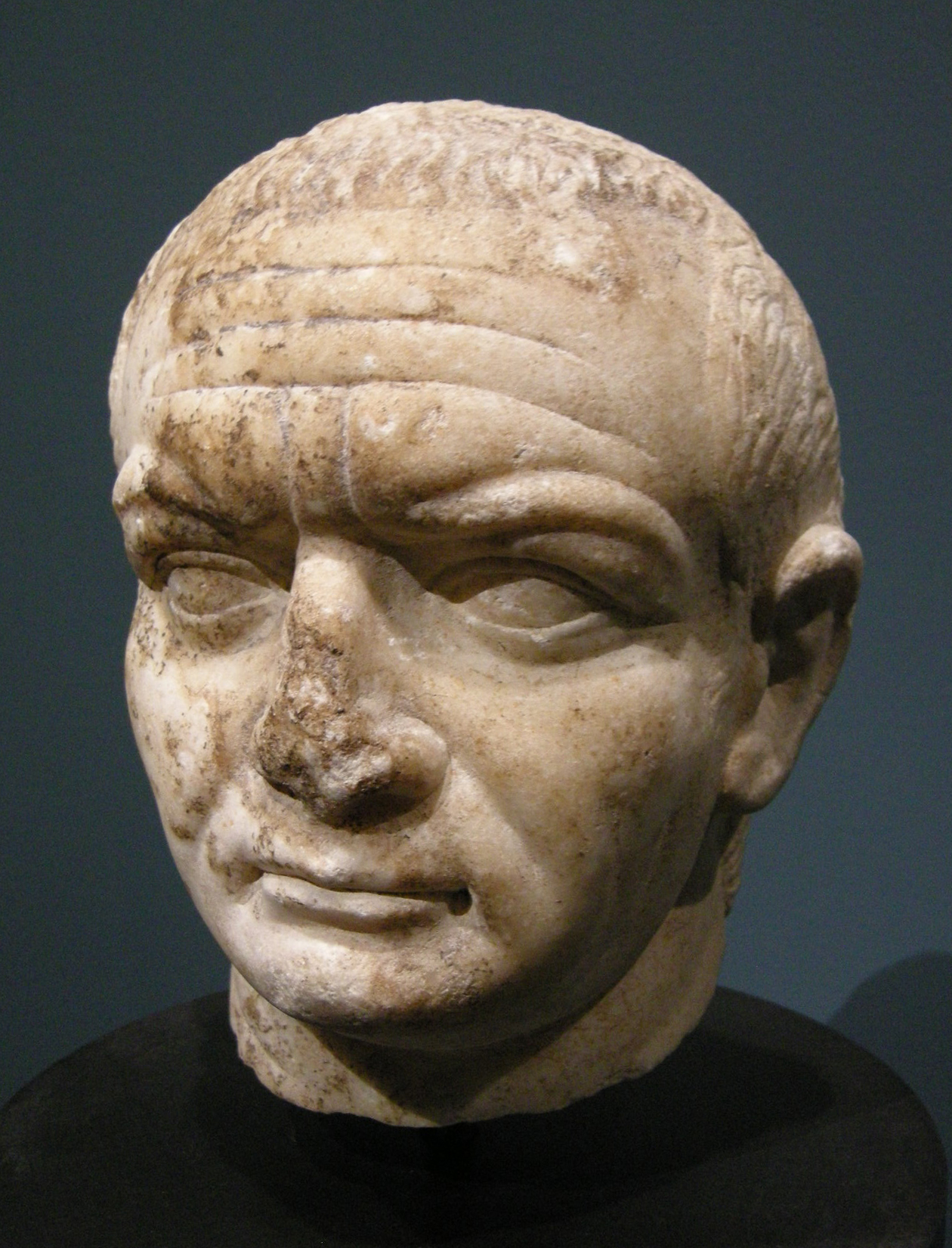
Après une année de guerre civile, Vespasien reste seul empereur. Sa tâche est immense. Il devra réprimer les révoltes en Gaule et en Judée, restaurer l’autorité impériale, soumettre l’armée. À l’intérieur, il reprend la politique libérale d’Auguste et cherche à s’entendre avec le Sénat, qui est épuré et rénové (lex de Imperio). De nouveaux sénateurs sont recrutés dans l’aristocratie provinciale et italienne.

- 25 octobre : les cinq légions d'Illyrie, conduites par Antonius Primus pour Vespasien, défont en deux batailles près de Crémone huit légions de Vitellius[1].
  - Quarante mille hommes trouvent la mort à Bedriac, certainement autant à Crémone. À la suite de sa mise à sac pendant quatre jours, Crémone éprouve des difficultés à se relever malgré l’aide de Vespasien. Fabius Valens, parti lever des troupes en Gaule pour secourir Vitellius, est capturé en Narbonnaise par Valerius Paulinus, partisan de Vespasien. Antonius Primus passe l'Appenin et atteint la région de Narni[1].

- Novembre : après Crémone, Civilis refuse de déposer les armes et déclare ouvertement la révolte des Bataves contre Rome[7].

- 1er décembre : l'attaque de troupes de Civilis contre les légions romaines de Caius Dillius Vocula au camp de Gelduba échoue, grâce à l'intervention fortuite de troupes vasconnes[9]. Civilis abandonne provisoirement le siège de castra Vetera pour attaquer Moguntiacum.
- 17 décembre : les troupes de Vitellius se rallient à Vespasien, suivies par le reste de l'empire[1].
- 18 décembre : à Rome, Titus Flavius Sabinus, frère de Vespasien, convainc Vitellius d'abdiquer. Vitellius, poussé par les prétoriens et le peuple, renonce et Flavius Sabinus doit se réfugier dans la forteresse du Capitole[1].
- 19 décembre : le Capitole, où les partisans de Vespasien ont trouvé refuge, est incendié lors d’affrontements avec les Vitelliens[1].
- 22 décembre : Vitellius, qui résiste encore à Rome est massacré par la foule[1]. Vespasien reste seul empereur romain (fin en 79), inaugurant la dynastie des Flaviens (jusqu'en 96).

- Révolte en Bretagne contre la reine des Brigantes Cartimandua imposée par Rome, menée par son ex-époux Venutius[10].

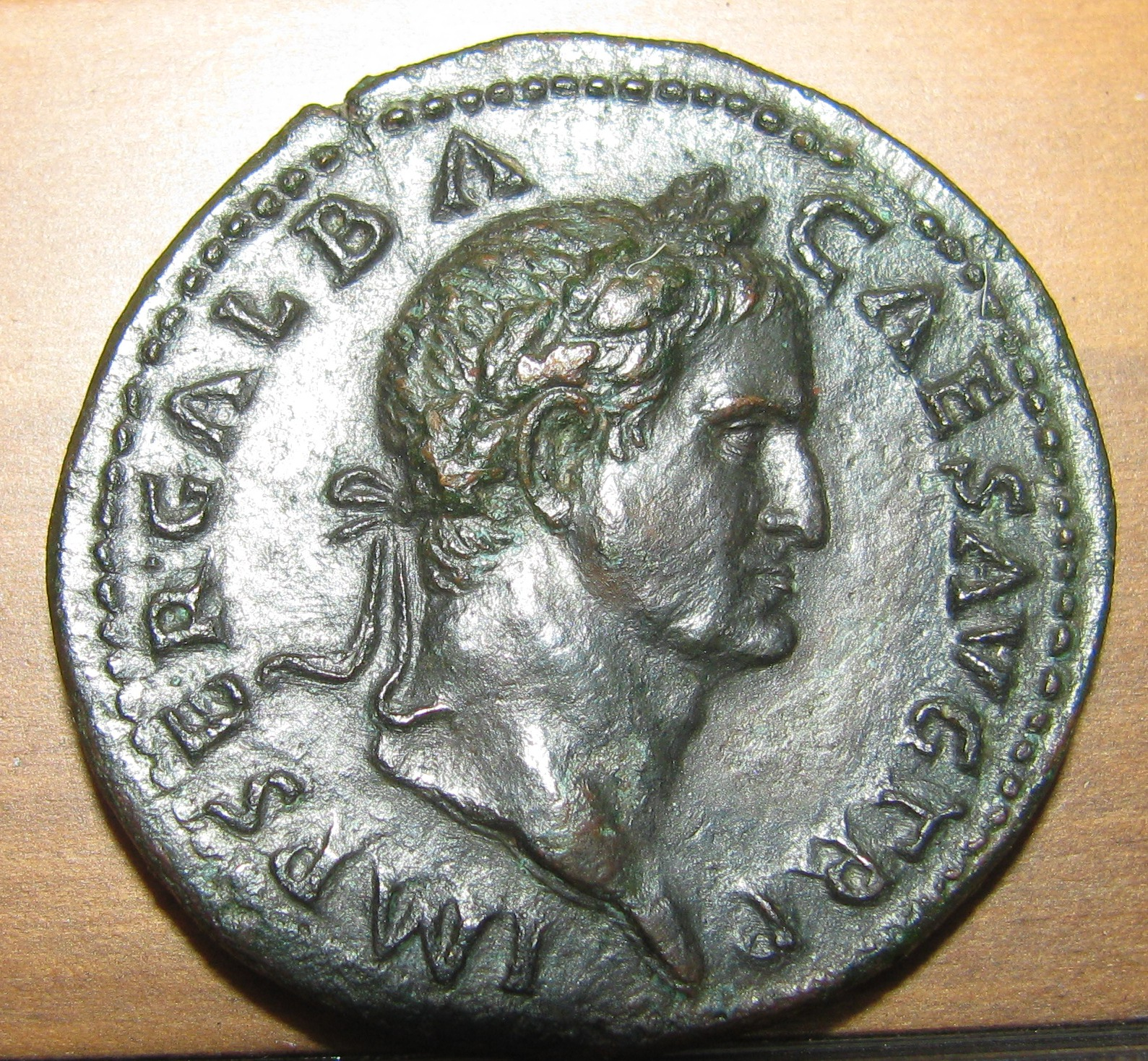
Galba
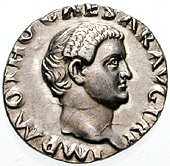
15 janvier : Othon

## Naissances en 69
- Polycarpe de Smyrne (date supposée).

## Décès en 69
- 15 janvier;
  - Galba, empereur romain, assassiné par des cavaliers partisans d'Othon.
  - Lucius Calpurnius Piso Licinianus, fils adoptif de Galba, assassiné par deux soldats partisans d'Othon.
  - Sempronius Densus, centurion de la garde prétorienne, fidèle à Galba.
  - Titus Vinius, consul, tué par soldat partisans d'Othon.
- Janvier; Ofonius Tigellinus, Préfet du prétoire de Néron, se suicide sur ordre d'Othon.
- entre Janvier et Avril; Cornelius Laco, Préfet du prétoire de Galba, exécuter sur ordre d'Othon.
- 16 avril; Othon, empereur romain, se suicide après la défaite de son armée à Bedriacum.
- Novembre: Iunius Blaesus, empoisonné par Vitellius.
- Novembre/Décembre; Sextilia, mère de Vitellius.
- 19 décembre: Marcus Hordeonius Flaccus, commandant des troupes de Germanie supérieure, tué par ses soldats.
- 21 décembre: Titus Flavius Sabinus, frère ainé de Vespasien, assassiné par les partisans de Vitellius.
- 22 décembre: 
  - Vitellius, empereur romain, lapidé par les partisans de Vespasien.
  - Lucius Vitellius, frère cadet de l'empereur Vitellius, pendu par les partisans de Vespasien.
- (entre Avril et Décembre): Publius Cornelius Dolabella, petit-neveu de Galba, exécuter sur ordre de Vitellius.
- (entre Avril et Décembre); Sporus, se suicide.
- Évode d'Antioche